# گرترینگن
گرترینگن (به آلمانی: Gärtringen) یک شهر در آلمان است که در Böblingen واقع شده‌است. گرترینگن ۱۲٬۰۱۸ نفر جمعیت دارد.

## خواهرخوانده
شهر Rohrau خواهرخواندهٔ گرترینگن هست.